# Colombe à gorge blanche
Geotrygon frenata
Espèce
Statut de conservation UICN

 LC  : Préoccupation mineure
La Colombe à gorge blanche (Zentrygon frenata, syn. : Geotrygon frenata) est une espèce d'oiseaux de la famille des Columbidae.

## Répartition
Son aire s'étend à travers les Andes boréales.